# Marcel Berbert
Marcel Berbert (* 25. Dezember 1922 in Paris; † 2. Mai 2005 in Neuilly-sur-Seine) war ein französischer Filmproduzent und Schauspieler.

## Wirken
Er produzierte François Truffauts Filme Jules und Jim, Die süße Haut, Die Braut trug schwarz, Geraubte Küsse, Das Geheimnis der falschen Braut, Der Wolfsjunge, Ein schönes Mädchen wie ich, Die amerikanische Nacht, Die Geschichte der Adèle H., Der Mann, der die Frauen liebte, Das grüne Zimmer und Liebe auf der Flucht. Er produzierte auch die Michel-Serrault-Komödie Les Gaspards von Pierre Tchernia.
Als Schauspieler war er u. a. in Claude Berris Jean de Florette als Notar und 1992 in Claude Millers L’Accompatrice zu sehen, außerdem in Nebenrollen in etlichen Filmen des Regisseurs François Truffauts, teilweise nur für Sekunden:
Im Jahr 1968 sollten Marcel Berbert und Jean-Claude Brialy die Trauzeugen der geplanten und dann abgesagten Hochzeit von François Truffaut und Claude Jade sein.

## Filmografie (Auswahl)
- 1967: Die Braut trug schwarz (La mariée était en noir)
- 1969: Das Geheimnis der falschen Braut (La sirène du Mississipi)
- 1970: Tisch und Bett (Domicile conjugal)
- 1971: Zwei Mädchen aus Wales und die Liebe zum Kontinent (Les deux anglaises et le continent)
- 1972: Ein schönes Mädchen wie ich (Une belle fille comme moi)
- 1973: Die amerikanische Nacht (La nuit américaine)
- 1976: Taschengeld (L‘argent de poche)
- 1977: Der Mann, der die Frauen liebte (L’homme qui aimait les femmes)
- 1978: Das grüne Zimmer (La chambre verte)
- 1979: Liebe auf der Flucht (L’amour en fuite)
- 1980: Die letzte Metro (Le dernier métro)